# Андельсбух
Андельсбух (нім. Andelsbuch) — містечко та громада округу Брегенц в землі Форарльберг, Австрія. Андельсбух лежить на висоті 613 м над рівнем моря і займає площу 19,56 км². Громада налічує 2356 мешканців. Густота населення 120/км².  
Громада лежить в районі, який носить назву Брегенцький ліс. Населення Форальбергу розмовляє алеманським діалектом німецької мови, а тому ближче до швейцарців, ніж до населення більшої частини Австрії, яке розмовляє баварсько-австрійським діалектом. 
|                                     |
| Андельсбух на мапі округу та землі. |

```
Адреса управління громади: Hof 351, 6866 Andelsbuch. 
```

## Демографія
Історична динаміка населення міста за даними сайту Statistik Austria

## Відомі особи
- Рамона Дюрінгер — біатлоністка

## Галерея

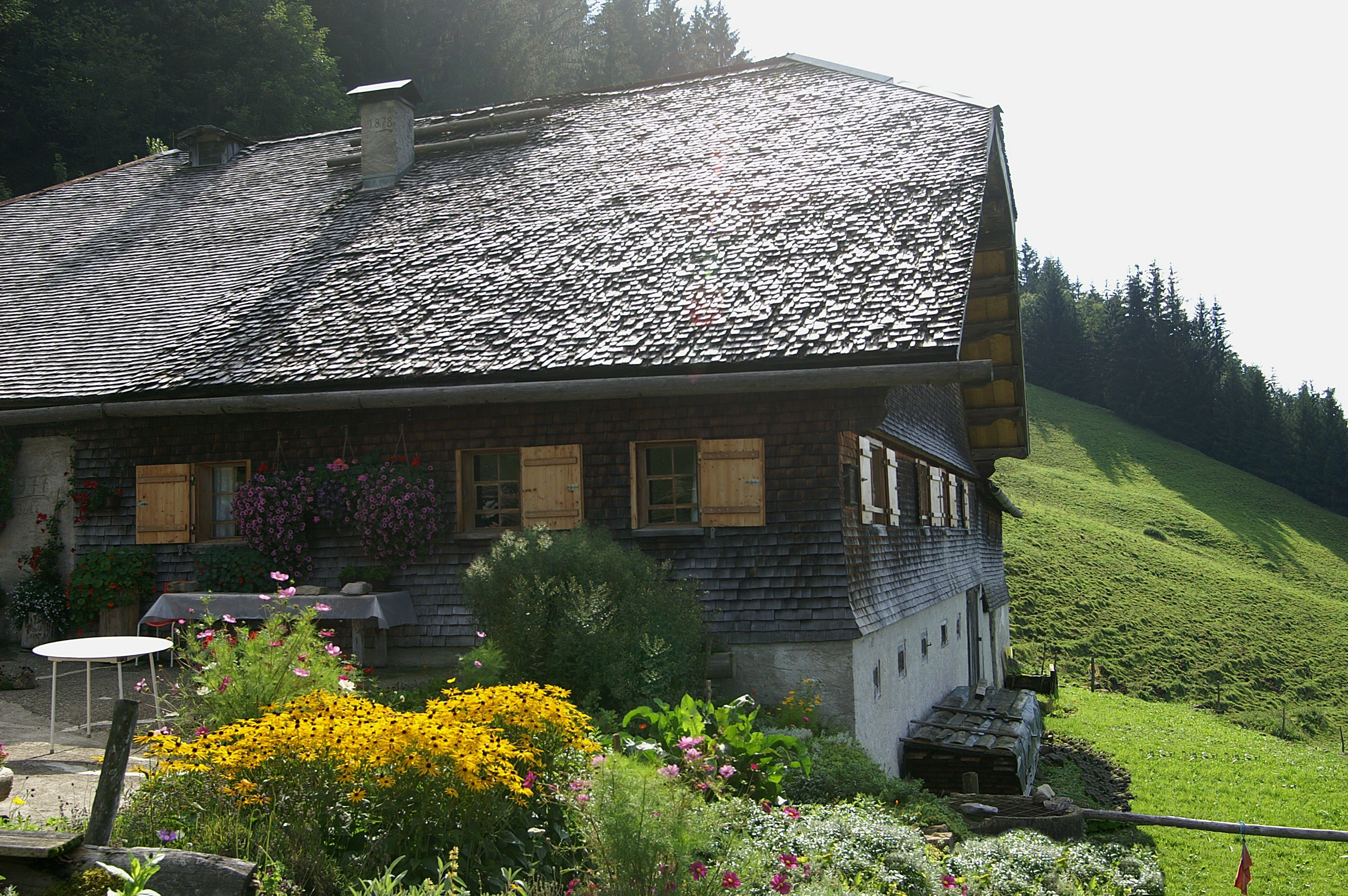
Alpe Gerach
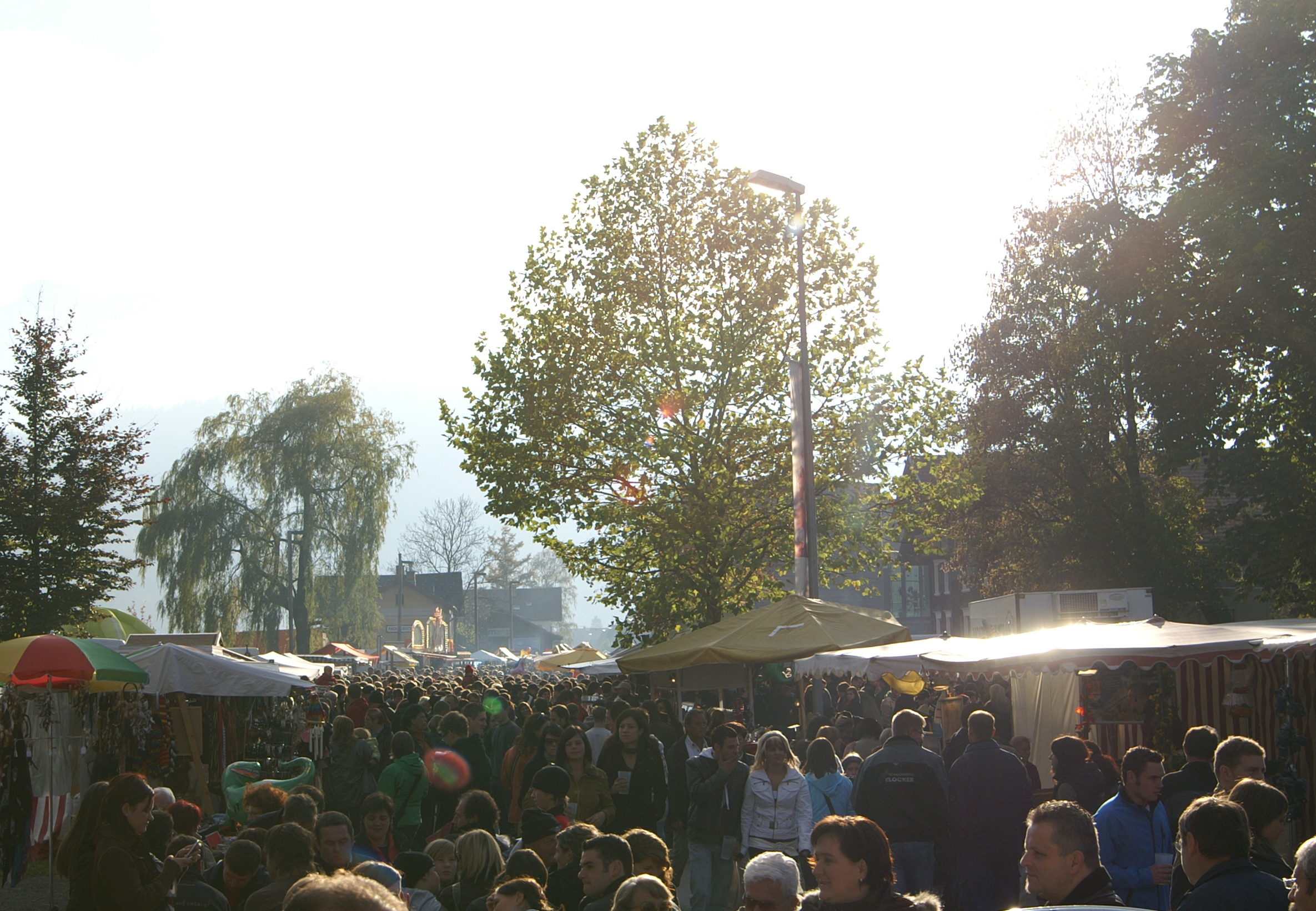
Ziegenmarkt 2007
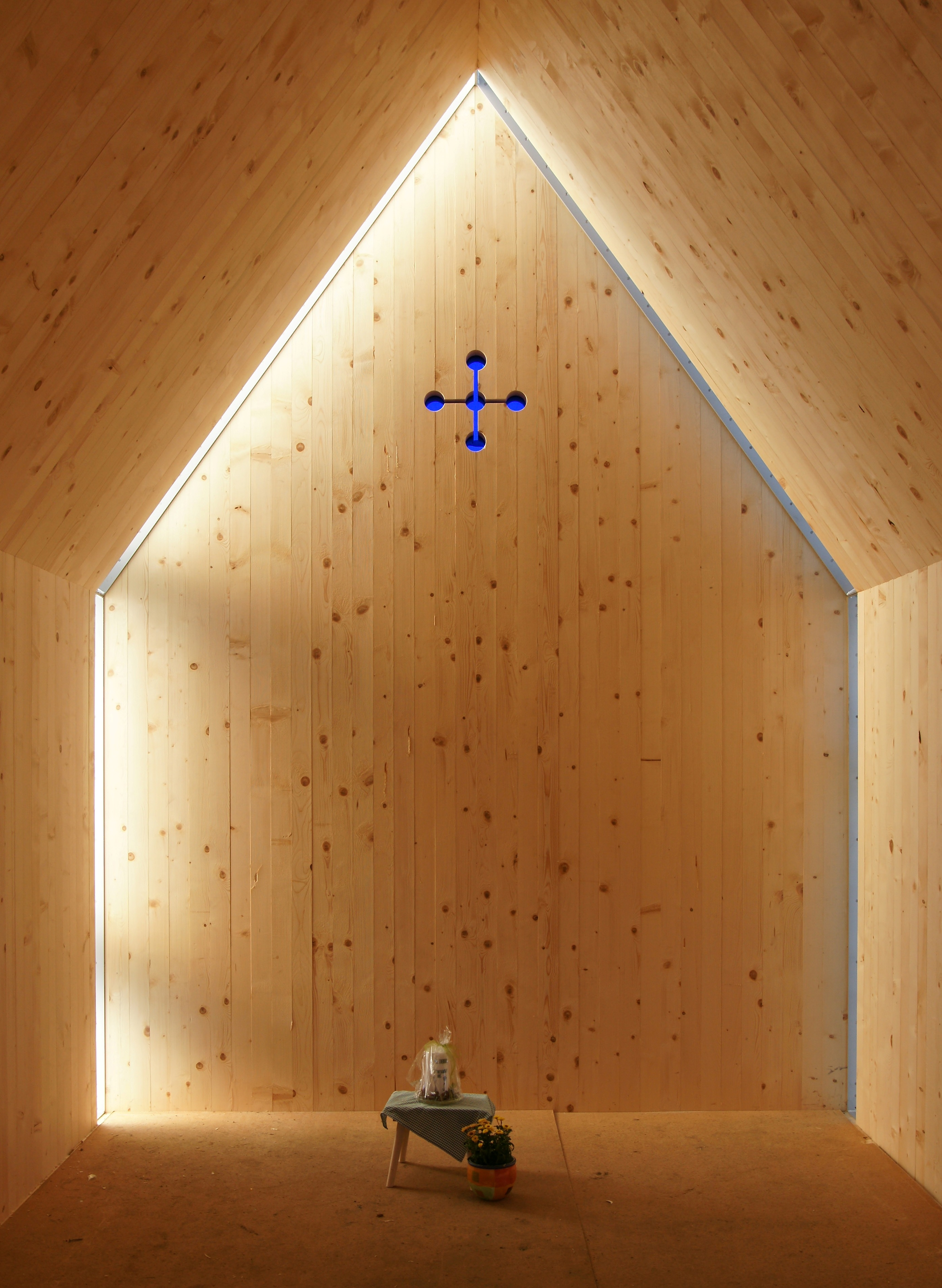
Kapelle Alpe Vordere Niedere